# 竹本組太夫
竹本 組太夫（たけもと くみたゆう）は、義太夫節の太夫。
代々以外に5代目竹本津賀太夫が組太夫を名乗る。

## 初代
（生年不詳 - 宝暦9年閏7月12日（1759年9月3日））
初代竹本政太夫（のちの初代竹本播磨少掾）の門弟。1753年に竹本座が初舞台。悪声だったという。
通称「利助組太夫」。

## 2代目
（生没年不詳）
豊竹岡太夫の門弟の八十太夫が1799年に2代目組太夫を襲名。
通称「靱組太夫」。

## 3代目
（生没年不詳）
文字太夫から組太夫となった。
通称「江戸組太夫」。

## 4代目
後の2代目竹本相生太夫

## 5代目
（弘化4年（1847年） - 明治38年（1905年）7月25日）本名は片岡藤七。
京都の豆腐屋出身。5代目竹本春太夫、6代目春太夫（2代目竹本摂津大掾）に師事。1875年に文楽座、1884年より彦六座に出演。1890年には櫓下。「熊谷浦屋」「太十」等得意ネタは多かった。